# Melanolycaena
Melanolycaena is een geslacht van vlinders uit de familie Lycaenidae.

## Soorten
- Melanolycaena altimontana Sibatani, 1974
- Melanolycaena thecloides Sibatani, 1974